# 曾茂興
曾茂興（1941年4月3日—2007年9月19日），台灣南投縣埔里鎮人，客家人，台灣勞工運動人士，台灣工運史解嚴後第一位入獄者。

## 早年
曾茂興早年任職台灣榮工處台中港施工處領班、榮工處吉達軍港施工處領班。1988年2月，曾茂興任職於桃園客運時，不滿資方之勞動條件，發動台灣公路客運業界第一次的罷工抗爭，遭資方解雇，但也迫使資方讓步。其後，曾茂興成為台灣活躍之勞工運動人士。堅決反對開放外勞，尤其多次替關廠失業勞工爭取權益。曾茂興的政治立場傾向台灣獨立，曾於1993年出任台獨聯盟中央委員；但於2000年總統大選時，因反對民進黨提名之副總統候選人呂秀蓮，而公開宣佈支持國民黨脫黨參選的宋楚瑜。

## 入獄
1989年6月參與遠東化纖罷工事件抗爭時被鎮暴警察毆傷，後遭司法依《非常時期農礦工商管理條例》起訴並被判刑二個月，曾茂興放棄上訴，成為台灣工運史上第一位入獄者。
同一時期曾茂興還參加了苗栗客運司機的罷工運動。檢方指控曾茂興在苗栗客運公司舉辦的工會會員大會上發表一系列煽惑罷工言論，如「為爭取權益要繼續抗爭到底，直到資方同意工會提出之條件為止」。「罷駛若半途而廢就全功盡棄，資方就有恃無恐，會員們所要求之權力就無法爭取到」等言論，透過上述言行煽惑苗栗客運工會會員持續開會，無視本案已進入調解階段，依照勞資爭議處理法第８條規定：「調解期間勞工不得罷工」的法令，竟以開會之名行罷工之實。還阻止其他車輛進出，並要求搭乘苗栗客運的乘客下車，觸犯公然煽惑他人違背法令罪與強制罪。法院認為上述言行實際上造成大眾生活上不便，而苗栗客運工會以開會名義持續罷駛更讓大眾承受交通癱瘓之苦，行為欠缺正當性，成立煽惑他人違背法令罪。但強制罪部分，法院調查現場司機和乘客供詞後，證人均主張曾茂興等人沒有威脅行為，其中還有證人證稱「（曾茂興等人）態度還滿客氣的」，因而不成立強制罪。但曾茂興仍然因煽惑他人違背法令罪，被判處３個月有期徒刑。。曾茂興等人上訴後，法院仍維持相同結論判處曾茂興徒刑。

### 全國關廠工人連線抗爭事件
1996年，聯福製衣公司桃園八德廠惡性關廠，該廠失業女工採取一切合法手段都爭取不到合法權益；曾茂興帶領該廠失業女工集體仰臥鐵軌上，阻擋台鐵列車通行，以示抗議。事後，曾茂興因臥軌行為構成《中華民國刑法》「公共危險罪」而被判有期徒刑十個月。2000年，曾茂興入獄兩個月後，在國際人權日（12月10日）當天獲得中華民國總統陳水扁特赦出獄。

## 晚年
1997年1月20日，台灣勞工陣線爆發幹部集體退出事件：前勞陣主席方來進、曾茂興及勞陣副主席王文祥等五十餘名幹部聯名舉行記者會，宣布集體退出勞陣，並批評：勞陣遭民進黨新潮流系操控，新潮流系「勞工立委」簡錫堦與劉進興出賣勞工；簡錫堦面對勞陣專職人員對勞陣路線的質疑，卻利用強行鎮壓的手段，不經預告、不提出說明，在1996年前後，由北至南連續非法解僱勞陣五名專職人員（宜蘭分部簡淑慧、台北分部林長昇、台南分部劉思龍、高雄分部林宜瑾、上班族團結組織陳靜雲）；劉進興全程參與1996年12月底召開的國家發展會議，通過「加速公營事業民營化」的政策共識，定下五年的落日條款要讓公營事業「公股零存」，嚴重違反勞工與消費大眾的利益；新潮流系掌控台灣勞工發言權，作為其政治利益交換條件的籌碼，這種「掛羊頭賣狗肉」的作法已嚴重阻礙台灣工運發展；為了台灣勞動者的長遠權益，他們集體宣布退出勞陣，藉此揭穿派系操控的無恥陰謀，號召台灣所有勞工群眾從事真正屬於勞工階級的「反剝削、反腐敗、爭平等」的勞工運動。
曾茂興於1998年和2001年兩度參選桃園縣區域立法委員，但並未當選。2003年曾茂興被當時總統陳水扁聘任為有給職之國策顧問，任職期間仍積極參與工運事務並以所領薪俸捐出資助工運團體。曾茂興曾因公開發言支持陳水扁夫人吳淑珍為其子陳致中購買名車，而引發爭議；在介入耀文電子（2004年）及大魯閣纖維（2005年）等勞資爭議時，其作風亦遭部份工運團體質疑。
2007年9月19日凌晨，曾茂興因肝癌病逝於家中，享年67歲。 身後獲陳水扁總統頒發褒揚令，稱之為「工運鬥士」：「曾獲選全國自主勞工聯盟會長，籌組失業勞工促進就業聯盟，積極推動政策立法，捍衛勞工基本權益；協助處理勞資糾紛，強化就業保險機制，殫謀戮力，厥效觀成。嗣膺聘總統府國策顧問，屢為弱勢代言，實則惇惠履仁，薄雲高義，蓬島傳名。」 其子曾文生亦投入勞工運動並積極參與政治，曾任行政院青輔會專門委員、民進黨中央黨部青年發展部主任等職。
在臨終前，曾茂興坦言，如果沒有古尚潔神父從世界勞工聯盟爭取的國際補助，自主工聯是不可能存下來的。

## 相關論著

### 專書
- 何明修：《四海仗義：曾茂興的工運傳奇》（台北：台灣勞工陣線，2008）

### 期刊論文
- 何佳娟：〈無悔勞工路－工運傳奇人物曾茂興的故事〉，《司法改革雜誌》32期（2001年4月），頁24-28。
- 劉明憲：〈桃園先賢志略：桃園縣勞工守護者－曾茂興〉，《通識論叢》15期（2013年6月），頁1-6 。